# Zakopanoptikon
Zakopanoptikon, czyli kronika czterdziestu dziewięciu dni deszczowych w Zakopanem – powieść groteskowo-satyryczna autorstwa Andrzeja Struga. Drukowana pierwotnie w odcinkach, w latach 1913–1914, na łamach lwowskiego dziennika Wiek Nowy (poczynając od numeru 3565 z dnia 31 maja). Nie została włączona przez pisarza do zbiorowego wydania jego dzieł. W 1947 r. jej początkowy fragment wznowiły „Nowiny Literackie” (nr 39 z dn. 14 grudnia). W postaci zwartej wydrukowana po raz pierwszy w roku 1957 w wydawnictwie Czytelnik.
Zakopane stało się w końcu XIX wieku miejscem spotkań elit intelektualnych i biznesowych wszystkich zaborów. Strug w swojej parodystycznej powieści dokonuje obrachunku ze społeczno-ideowymi zjawiskami, jakie zachodziły w mieście wokół działalności różnych działaczy narodowych i patriotycznych. Obrachunek przeprowadzony został z zatarciem granicy pomiędzy humorem i groteską a realizmem. Autor parodiuje i demaskuje górnolotne frazesy i mity narosłe wokół regionalizmu podhalańskiego, góralszczyzny i krytykuje sztuczność egzystencji w kurorcie. Rozlicza się nie tylko ze wszechobecnym politykowaniem, wiecowaniem i masową produkcją artystyczną, ale także z usilnym upierwotnianiem Tatr, tak modnym w tamtych czasach. Większość przedstawionych w powieści postaci, instytucji i wydarzeń stanowi karykaturalne odbicie rzeczywistych pierwowzorów, które Strug zaobserwował w Zakopanem początków XX w.